# Скорпион I
Скорпион I — фараон так называемой 00 династии, первый полновластный правитель Древнего Египта.

## Биография
Скорпион I — фараон Додинастического периода древнего Египта, так называемой Тинитской конфедерации с центром в Чени (др.-греч. Тинис) и/или Абджу (др.-греч. Абидос). Правил около 3300—3200 годах до н. э., что соответствует фазам культуры Негада — IIIa1 и IIIa2. Фараоны этого периода включаются современными исследователями в условную 00 династию.

## Гробница
В 1988 году археологами в Умм эль-Каабе была найдена гробница, получившая обозначение U-j, идентифицируемая как гробница Скорпиона I.
Гробница фараона U-j расположена на царском некрополе Абидоса, где хоронили правителей Тиниса. Её разграбили в древности, но здесь сохранились метки из слоновой кости с названиями покорённых в Дельте городов (Басет и Буто). В гробнице археологи обнаружили дюжины импортированных кувшинов с вином, датированных ок. 3150 годом до н. э..

## В современной культуре

### Кинематограф
- 2001 — имя царя Скорпиона использовано в фильме «Мумия возвращается».
- Персонаж по имени Скорпион является главным героем фильмов «Царь скорпионов» (2002), «Царь скорпионов 2: Восхождение воина» (2008), «Царь скорпионов 3: Книга мёртвых» (2012), «Царь скорпионов 4: Утерянный трон» (2015).